# Marco Kaminski
Pour les articles homonymes, voir Kaminski.
Marco Kaminski, né le 6 février 1964 en Pologne, est un marathonien suisse d'origine polonaise. Il est sextuple champion de Suisse de marathon.

## Biographie
Marco s'illustre en 1988 en remportant ses premiers marathons puis l'année suivante en décrochant la médaille d'argent aux championnats suisses à Tenero derrière Hans Furrer.
Il remporte son premier titre national en 1992 en terminant deuxième du marathon du Tession derrière l'Éthiopien Disso Dissessa. Bien que n'ayant pas non plus la nationalité suisse, Marco possède sa licence nationale depuis 4 ans, le rendant ainsi éligible au titre.
Le 24 septembre 1994, il remporte la première de ses cinq victoires au marathon de la Jungfrau. En 1996, il améliore le record du parcours en devant le premier courir à passer sous la barre des 3 heures.
Le 16 mai 2004, douze ans après avoir remporté son premier titre, il prouve sa bonne longévité en décrochant son sixième titre de champion suisse de marathon à Winterthour.
Le 4 mai 2014, il s'impose à domicile lors la première édition de la Wings for Life World Run à Olten.

## Palmarès

### Route
| Année | Compétition                      | Lieu          | Place | Épreuve       | Temps           |
| ----- | -------------------------------- | ------------- | ----- | ------------- | --------------- |
| 1988  | Marathon de Bad Ragaz            | Bad Ragaz     | 1er   | Marathon      | 2 h 18 min 38 s |
| 1988  | Rund um den Bielersee            | Nidau         | 1er   | Marathon      | 2 h 31          |
| 1988  | Marathon du Jura                 | Saint-Ursanne | 1er   | Marathon      | 2 h 24 min 26 s |
| 1989  | Marathon de Zurich               | Zurich        | 4e    | Marathon      | 2 h 18 min 22 s |
| 1989  | Universiade d'été                | Duisbourg     | 11e   | Marathon      | 2 h 19 min 36 s |
| 1989  | Championnats suisses de marathon | Tenero        | 2e    | Marathon      | 2 h 17 min 51 s |
| 1990  | Marathon de Munich               | Munich        | 6e    | Marathon      | 2 h 17 min 44 s |
| 1990  | Marathon du Tessin               | Tenero        | 2e    | Marathon      | 2 h 18 min 48 s |
| 1991  | Championnats suisses de 25 km    | Martigny      | 2e    | 25 kilomètres | 1 h 19 min 39 s |
| 1991  | Marathon de Munich               | Munich        | 6e    | Marathon      | 2 h 16 min 17 s |
| 1991  | Marathon de Carpi                | Carpi         | 19e   | Marathon      | 2 h 14 min 57 s |
| 1991  | Marathon du Tessin               | Tenero        | 1er   | Marathon      | 2 h 18 min 52 s |
| 1992  | Championnats suisses de marathon | Tenero        | 1er   | Marathon      | 2 h 16 min 55 s |
| 1993  | Championnats suisses de marathon | Worben        | 2e    | Marathon      | 2 h 15 min 14 s |
| 1993  | Marathon de Lausanne             | Lausanne      | 2e    | Marathon      | 2 h 20 min 56 s |
| 1994  | Marathon du Tessin               | Tenero        | 1er   | Marathon      | 2 h 22 min 23 s |
| 1995  | Championnats suisses de marathon | Worben        | 1er   | Marathon      | 2 h 15 min 22 s |
| 1996  | Marathon de Lausanne             | Lausanne      | 3e    | Marathon      | 2 h 18 min 44 s |
| 1996  | Championnats suisses de marathon | Tenero        | 1er   | Marathon      | 2 h 17 min 43 s |
| 1997  | Vardinoyannios Marathon          | Héraklion     | 3e    | Marathon      | 2 h 22 min 40 s |
| 1997  | Marathon de Lausanne             | Lausanne      | 3e    | Marathon      | 2 h 16 min 49 s |
| 1997  | Championnats suisses de marathon | Tenero        | 1er   | Marathon      | 2 h 18 min 55 s |
| 1998  | Marathon de Vienne               | Vienne        | 11e   | Marathon      | 2 h 17 min 26 s |
| 1999  | Championnats suisses de marathon | Winterthour   | 2e    | Marathon      | 2 h 16 min 17 s |
| 1999  | Marathon de Florence             | Florence      | 4e    | Marathon      | 2 h 19 min 47 s |
| 2001  | Grand Prix Fricktal Osterlauf    | Eiken         | 3e    | 10 miles      | 50 min 35 s     |
| 2001  | Championnats suisses de marathon | Lausanne      | 1er   | Marathon      | 2 h 28 min 44 s |
| 2004  | Championnats suisses de marathon | Winterthour   | 1er   | Marathon      | 2 h 22 min 20 s |
| 2004  | Marathon du Tessin               | Tenero        | 1er   | Marathon      | 2 h 24 min 30 s |
| 2005  | Championnats suisses de marathon | Winterthour   | 2e    | Marathon      | 2 h 28 min 39 s |
| 2005  | Basel City Marathon              | Bâle          | 6e    | Marathon      | 2 h 31 min 8 s  |
| 2005  | Basler Marathon                  | Riehen        | 2e    | Marathon      | 2 h 30 min 33 s |
| 2007  | Grand Prix Fricktal Osterlauf    | Eiken         | 2e    | 10 miles      | 53 min 34 s     |

### Marathon de montagne
| no  | masculin      | Course                  | Longueur | Départ             | Temps           |
| --- | ------------- | ----------------------- | -------- | ------------------ | --------------- |
| 1re | Médaille d'or | Marathon de la Jungfrau | 42,2 km  | 24 septembre 1994  | 3 h 2 min 5 s   |
| 1re | Médaille d'or | Marathon de la Jungfrau | 42,2 km  | 9 septembre 1995   | 3 h 0 min 19 s  |
| 1re | Médaille d'or | Marathon de la Jungfrau | 42,2 km  | 7 septembre 1996   | 2 h 55 min 8 s  |
| 1re | Médaille d'or | Marathon de la Jungfrau | 42,2 km  | 6 septembre 1997   | 2 h 58 min 44 s |
| 6e  | 6e            | Marathon de la Jungfrau | 42,2 km  | 5 septembre 1998   | 3 h 1 min 54 s  |
| 1re | Médaille d'or | Marathon de la Jungfrau | 42,2 km  | 4 septembre 1999   | 2 h 54 min 34 s |
| 5e  | 5e            | Marathon de la Jungfrau | 42,2 km  | 1er septembre 2001 | 3 h 4 min 39 s  |
| 1re | Médaille d'or | LGT Alpin Marathon      | 42,2 km  | 15 juin 2002       | 3 h 9 min 30 s  |
| 6e  | 6e            | Marathon de la Jungfrau | 42,2 km  | 8 septembre 2002   | 3 h 6 min 16 s  |
| 4e  | 4e            | LGT Alpin Marathon      | 42,2 km  | 14 juin 2003       | 3 h 16 min 4 s  |
| 1re | Médaille d'or | LGT Alpin Marathon      | 42,2 km  | 5 juin 2004        | 3 h 11 min 6 s  |
| 6e  | 6e            | Marathon de Zermatt     | 42,2 km  | 2 juillet 2005     | 3 h 22 min 33 s |

## Records
| Épreuve       | Performance     | Date            | Lieu     |
| ------------- | --------------- | --------------- | -------- |
| 10 miles      | 51 min 18 s     | 9 mai 1998      | Berne    |
| Semi-marathon | 1 h 4 min 59 s  | 17 avril 1999   | Brittnau |
| Marathon      | 2 h 14 min 57 s | 27 octobre 1991 | Carpi    |